# Sap-meh
Sap-meh (L'escut del nord) fou el nom del nomós V del Baix Egipte. Estava situat en la part centre-occidental, amb la ciutat de Sais com a capital. Es creu que la ciutat de Buto (de l'oest) situada més al nord, ja no corresponia a aquest nomós. Al papir d'Abidos és esmentat com Sapi-meth. Els seus limits eren: al nord i oest Wa-imnty, a l'est Kaset (Xois), i al sud Sap-res.
Estrabó esmenta només la ciutat de Sais, però Plini i Claudi Ptolemeu afegeixen Cabasa (grec Kabasa) que estava situada al nord-est de Sais, més o menys a mig camí entre aquesta ciutat i la de Xois.
La capital Sau correspon a la grega Sais, avui Sa al-Hagar.
Els déus principals foren Neith (amb temple a Sais) i Sobek.